# Madredeus
I Madredeus sono un gruppo musicale portoghese, di rilievo internazionale, la cui musica combina le influenze del fado con la musica folk moderna.

## Storia del gruppo
La loro storia inizia nel 1985 quando Pedro Ayres Magalhães, già bassista degli Herois do Mar, gruppo pop, e Rodrigo Leão dei Sétima Legião, cominciano a provare le prime sperimentazioni a due chitarre. Nel 1986 incontrano Teresa Salgueiro, che a soli 18 anni si dilettava nel cantare classici del fado in un bar del Bairro Alto, quartiere storico di Lisbona, e diventa l'indiscussa voce solista del gruppo.
Grazie al successo che riscuotevano le loro prime idee, e all'unione al trio di musicisti che condividevano il loro stesso progetto, viene dato un nome al gruppo (che ha origine dal fatto che le prove avvenivano in un convento chiamato Madre de Deus) e alla fine del 1987 viene pubblicato il loro primo disco: Os dias da Madredeus.
Seguono Existir, e Lisboa, poi (nel 1994) O Espirito da Paz, e nel 95 Ainda, con la colonna sonora di Lisbon Story, il film di Wim Wenders, che li proietta sulla scena internazionale.
Poi, man mano che lavorano fuori dal Portogallo, le radici fadiste si assottigliano, e il gruppo (che nel frattempo ha cambiato alcuni componenti e si è strutturato in quintetto) si dedica ad una musica più raffinata e meno connotata etnicamente. Registrano in Italia O Paraiso (1997), poi O Porto, nel 2000 Antologia, Palavras cantadas, e nel 2001 Movimento.
Seguono Electronico, Euforia, Um amor infinito (al centro del tour 2005).
Nel 2000 la collaborazione con Angelo Branduardi per la realizzazione del suo album L'infinitamente piccolo dedicato a San Francesco d'Assisi nel brano Nelle paludi di Venezia, Francesco si fermò per pregare e tutto tacque.
Nel 2007 Teresa Salgueiro ha lasciato i Madredeus e nel 2010 è morto di cancro Francisco Ribeiro, cofondatore del gruppo.

## Discografia
Album in studio
- 1987 - Os Dias da MadreDeus
- 1990 - Existir
- 1994 - O Espírito da Paz
- 1995 - Ainda (colonna sonora del film Lisbon Story di Wim Wenders)
- 1997 - O Paraíso
- 2001 - Movimento
- 2004 - Um Amor Infinito
- 2005 - Faluas do Tejo
- 2008 - Metafonia (con la collaborazione di A Banda Cósmica)
- 2009 - A Nova Aurora (con la collaborazione di A Banda Cósmica)

Album dal vivo
- 1992 - Lisboa
- 1998 - O Porto
- 2002 - Euforia

Raccolte
- 2000 - Antologia
- 2002 - Palavras Cantadas

Remix
- 2002 - Electronico